# Michter’s

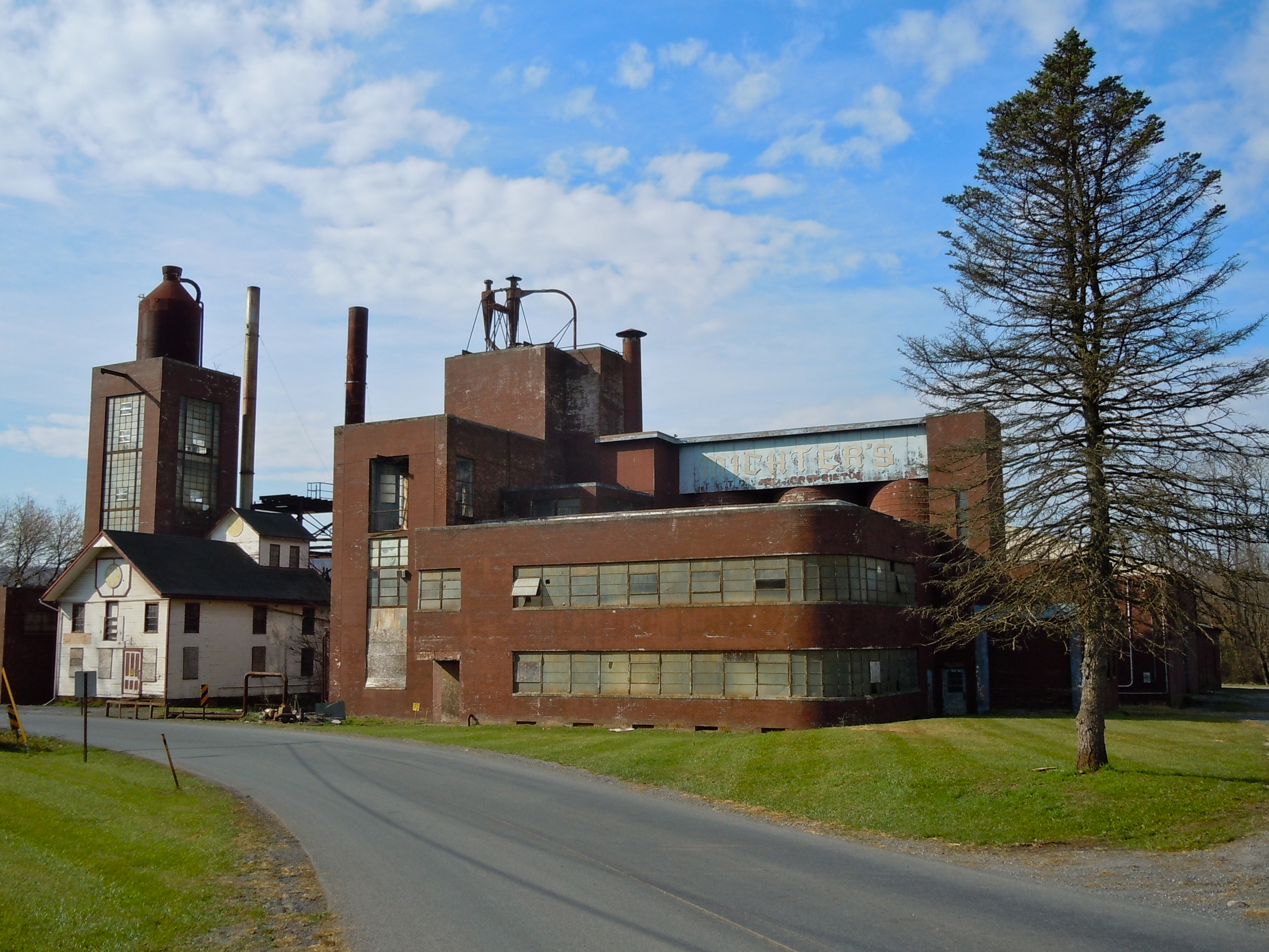
Bomberger's Distillery in Pennsylvania. Heimat von Michter's bis in die 1980er Jahre.

Michter's ist eine Marke für Bourbon und Rye Whiskey. Sie gehörte in der zweiten Hälfte des 20. Jahrhunderts zu den bekannteren Whiskey-Marken in den Vereinigten Staaten, die Brennerei in Pennsylvania stellte aber Ende der 1980er Jahre den Betrieb ein. 1997 erwarb die Firma Chatham Imports aus New York die Markenrechte und begann, zugekauften Whiskey aus fremden – nicht näher benannten – Brennereien, den sie über Kentucky Bourbon Distillers bezogen, in einer eigenen Anlage abzufüllen unter dem Label Michter’s zu vertreiben. Derzeit baut Chatham Imports eine eigene große Destillerie für Michter's in Shively, Kentucky sowie eine kleine Destillerie mit Besucherzentrum in der Innenstadt von Louisville, die beide 2015 eröffnen sollen.

## Geschichte
Lou Forman gründete Michter's 1950 in Schaefferstown, Pennsylvania. Der Name entstand aus den Vornamen seiner Söhne Michael und Peter, und er versuchte ein Wort zu erschaffen, das dem Klang nach aus dem Pennsylvania Dutch kommen könnte. Forman kaufte die ehemalige Bombergers-Brennerei in Schaefferstown, die die Zeit der Prohibition nicht überstanden hatte. 1956 verkaufte er sie wieder an Pennco, erwarb sie aber 1975 wieder zurück.
Michter's übernahm sowohl die Sour-Mash-Technik als auch die Flaschenform von Jack Daniels. Das Unternehmen produzierte nie Straight Whiskey, da sie für einen Teil der Produktion gebrauchte Fässer für die Reifung benutzten und damit die gesetzlichen Auflagen für Straight Whiskey nicht erfüllten. Mitte der 1970er wurde die Brennerei in Pennsylvania in das National Register of Historic Places aufgenommen und wurde dank seines Besucherzentrums zu einer beliebten Touristenattraktion. Michter's arbeitete besonders von 1980 bis 1990 stark mit Merchandising und den Verbindungen zur Geschichte und bezog sich immer wieder auf die Whiskey-Tradition in Schaefferstown, die bis 1753 zurückreicht. Besondere Bekanntheit erreichte die Destillerie auch dadurch, dass sie im Auftrag von Adolph Hirsch eine kleine Menge Whiskey herstellten, welcher nach mehreren Besitzerwechseln der Fässer als A.H. Hirsch verkauft wurde, heute zu den teuersten Whiskeys überhaupt zählt und bei Auktionen mehrere tausend Dollar pro Flasche kostet.
Der ursprüngliche Michter's Whiskey wurde in Schaefferstown bis zur Stilllegung der Brennerei im Jahr 1990 produziert. Damit schloss die letzte verbliebene Brennerei in Pennsylvania, jenem Bundesstaat, in dem im 18. und frühen 19. Jahrhundert das Herz der amerikanischen Whiskeyproduktion gelegen hatte. Mittlerweile gehört das ehemalige Fabrikgelände zu Lebanon Valley farms, einem lokalen Müllentsorgungsunternehmen, das dort eine Müllhalde errichten möchte. Neben dem neuen Michter's bezieht sich auch eine Mikrodestillerie auf die lokale Brenntradition. Ein neues Bombergers hat in Pennsylvania unweit der ehemaligen Destillerie eröffnet und versucht ebenfalls, Whiskey zu vermarkten.
1997 erwarb das Unternehmen Chatham Imports die Marke Michter’s und begann den Vertrieb von Whiskey als sogenannter Non-Distilling Producer. Das bedeutet, der Whiskey wurde von anderen Brennereien zugekauft und lediglich selbst abgefüllt. Über die Herkunft des Whiskeys machte das Unternehmen keine Angaben. Obwohl Michter's selbst gar keinen Whiskey brannte, wurde das Unternehmen im Jahr 2012 vom Wine Enthusiast Magazine im als Distiller of the Year ausgezeichnet.
Der Erfolg im Bourbon-Whiskey-Segment seit der Jahrtausendwende und der Erfolg der Marke Michter’s veranlasste Chatham Imports, eigene Produktionsstätten zu bauen, um von den Zulieferern unabhängiger zu werden. Die neu errichtete Schaudestillerie mit Besucherzentrum ist seit Jahrzehnten die erste arbeitende Brennerei in der sogenannten Whiskey Row, historisch ein Zentrum der Whiskeyproduktion, in Louisville, Kentucky. In der größeren Brennerei in Shively, Kentucky, im Herz der amerikanischen Bourbon-Produktion, ist seit Oktober 2014 eine 14 Meter hohe Brennblase installiert, die Destillerie ist 2015 in Betrieb gegangen. Der erste selbst gebrannte Michter’s Whiskey ist 2017 auf den Markt kommen. Ebenso waren seit 2013 bereits Gärtanks installiert sowie eine Abfüllanlage. An zwei kleinen Test-Brennblasen experimentierte das Unternehmen mit verschiedenen Herstellungsmethoden. In Deutschland betreut die Mack & Schühle AG den Vertrieb des Michter’s Whiskey Sortiments.